# Begonia depauperata
Espèce
Synonymes
- Begonia rhizocarpa (Klotzsch) Fisch. ex A.DC.[1]
- Trachelanthus rhisocarpus Klotzsch[1]
- Trachelocarpus rhizocarpus (Klotzsch) Müll.Berol.[1]

Begonia depauperata est une espèce de plantes de la famille des Begoniaceae.
L'espèce fait partie de la section Trachelocarpus.
Elle a été décrite en 1827 par Heinrich Wilhelm Schott (1794-1865).

## Répartition géographique
Cette espèce est originaire du pays suivant : Brésil.